# Søens helte
Søens helte (originaltitel Code of the Sea) er en amerikansk stumfilm fra 1924 af Victor Fleming.

## Medvirkende
- Rod La Rocque som Bruce McDow
- Jacqueline Logan som Jenny Hayden
- George Fawcett som Hayden
- Maurice Bennett Flynn som Ewart Radcliff
- Luke Cosgrove som Jonas
- Lillian Leighton som Mrs. McDow
- Sam Appel som John Swayne
- Charles Ogle